# Старый Московский денежный двор

«Ефимок с признаком» (надчеканки 1655 года на брабантском талере 1637 года)

Старый Московский денежный двор (Московский денежный двор) — монетный двор в Москве, работавший в XVI—XVII веках.

## История

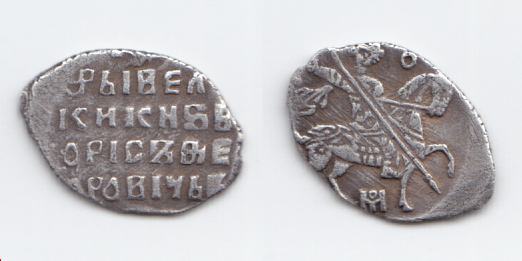
Копейка Бориса Федоровича Годунова, 1600—1605 год. На реверсе знак монетного двора

Московский денежный двор был открыт на улице Варварке. С 1535 года чеканил Единую общерусскую монету, установленную денежной реформой Елены Глинской. В 1595 денежный двор был переведён в Кремль. В начале XVII века во время польско-шведской интервенции денежный двор был захвачен польско-литовскими войсками, которые наладили там выпуск легковесной монеты русского типа. После освобождения Москвы денежный двор некоторое время не работал и был вновь открыт осенью 1613 года. В 1626 году денежный двор перешёл под управление приказа Большой казны.
В 1654 году в денежный двор получил дополнительное именование «старый», поскольку открылся Новый Московский Английский денежный двор, где предполагалось чеканить новые круглые монеты крупных номиналов. Старый денежный двор, вероятно, предполагалось закрыть, однако он продолжил свою работу. В 1654 году он выпускал золотые наградные монеты для служилых людей и новых подданных Русского государства после присоединения к нему Левобережной Украины. В 1655 — первой половине 1656 года на денежном дворе проводилась надчеканка ефимков. В 1655 году чеканились проволочные копейки из меди, а также грошевики и деньги. Отчеканенные на старом денежном дворе монеты имели знак «{\displaystyle {\stackrel {o}{M}}}».
В 1663 году новый денежный двор было велено закрыть, а «старый денежный серебряного дела двор на Москве завесть и серебряные деньги на нем денежным мастерам делать…». Ещё несколько десятилетий там продолжалась чеканка проволочных серебряных копеек.
В годы регентства Софьи Алексеевны имел место факт одновременной чеканки серебряных монет двух государей: с именем «Царя и великого князя Ивана Алексеевича всея Руси» и с именем «Царя и великого князя Петра Алексеевича всея Руси». В тот же период денежным двором была выпущена большая серия донативных золотых монет, предназначенных для награждения участников Крымских походов 1687 и 1689 годов — угорский Софьи Алексеевны. На одной стороне этих монет были изображены портреты молодых царей-братьев, а на другой — портрет Софьи. В 1690-х годах знаком Московского монетного двора стало слово «Россия».
Старый Московский денежный двор оставался единственным в Российском государстве до конца XVII века. Он прекратил свою работу во время денежной реформы Петра I.